# 259P/Garradd
259P/Garradd, komet Enckeove vrste